# Linia kolejowa Paris-Lyon – Marseille
Linia kolejowa Paryż-Marsylia – linia kolejowa łącząca Paryż z Marsylią przez Lyon. Eksploatowana od 1857 roku przez Compagnie des chemins de fer de Paris à Lyon et à la Méditerranée (PLM), a po 1938 roku przez SNCF. Jest to historyczna główna linia francuskiej sieci kolejowej. Przechodzi kolejno przez cztery regiony: Île-de-France, Burgundia-Franche-Comté, Owernia-Rodan-Alpy i Prowansja-Alpy-Lazurowe Wybrzeże.
Obecnie jest niemal całkowicie pokryta przez linię dużych prędkości. Od 1997 roku stała się, podobnie jak pozostałe linie krajowe, własnością Réseau Ferré de France (RFF).
Przed wybudowaniem TGV, pociąg Mistral pokonywał trasę z Paryża do Marsylii w 6 godzin i 40 minut.